# Liste der Biografien/Schmidt, W
Liste der Biografien |
Portal Biografien |
W Personensuche
# |
A |
B |
C |
D |
E |
F |
G |
H |
I |
J |
K |
L |
M |
N |
O |
P |
Q |
R |
S |
T |
U |
V |
W |
X |
Y |
Z |
?
 
Sa |
Sb |
Sc |
Sd |
Se |
Sf |
Sg |
Sh |
Si |
Sj |
Sk |
Sl |
Sm |
Sn |
So |
Sp |
Sq |
Sr |
Ss |
St |
Su |
Sv |
Sw |
Sy |
Sz
 
Sca–Sce |
Sch |
Sci–Scz
 
Scha |
Schc |
Schd |
Sche |
Schg |
Schi |
Schj |
Schk |
Schl |
Schm |
Schn |
Scho |
Schp |
Schr |
Schs |
Scht |
Schu |
Schv |
Schw |
Schy
 
Schma |
Schme |
Schmi |
Schmo |
Schmu |
Schmy
 
Schmic |
Schmid |
Schmie |
Schmig |
Schmik |
Schmil |
Schmin |
Schmir |
Schmis |
Schmit
 
Schmida |
Schmidb |
Schmide |
Schmidf |
Schmidg |
Schmidh |
Schmidi |
Schmidj |
Schmidk |
Schmidl |
Schmidm |
Schmidp |
Schmidr |
Schmids |
Schmidt |
Schmid, A |
Schmid, B |
Schmid, C |
Schmid, D |
Schmid, E |
Schmid, F |
Schmid, G |
Schmid, H |
Schmid, I |
Schmid, J |
Schmid, K |
Schmid, L |
Schmid, M |
Schmid, N |
Schmid, O |
Schmid, P |
Schmid, R |
Schmid, S |
Schmid, T |
Schmid, U |
Schmid, V |
Schmid, W |
Schmid, Y
 
Schmidt, A |
Schmidt, B |
Schmidt, C |
Schmidt, D |
Schmidt, E |
Schmidt, F |
Schmidt, G |
Schmidt, H |
Schmidt, I |
Schmidt, J |
Schmidt, K |
Schmidt, L |
Schmidt, M |
Schmidt, N |
Schmidt, O |
Schmidt, P |
Schmidt, R |
Schmidt, S |
Schmidt, T |
Schmidt, U |
Schmidt, V |
Schmidt, W |
Schmidt, Y |
Schmidtb |
Schmidtc |
Schmidte |
Schmidtg |
Schmidth |
Schmidti |
Schmidtk |
Schmidtl |
Schmidtm |
Schmidtn |
Schmidts
Die Liste der Biografien führt alle Personen auf, die in der deutschsprachigen Wikipedia einen Artikel haben. Dieses ist eine Teilliste mit 115 Einträgen von Personen, deren Namen mit den Buchstaben „Schmidt, W“ beginnt.

## Schmidt, W

### Schmidt, Wa
- Schmidt, Waldemar (1909–1975), deutscher Polizeipräsident
- Schmidt, Walter (1812–1875), deutscher Gutsbesitzer und Mitglied der kurhessischen Ständeversammlung
- Schmidt, Walter (1858–1925), deutscher Jurist und Politiker
- Schmidt, Walter (1885–1945), österreichischer Geologe, Petrograph und Mineraloge
- Schmidt, Walter (1886–1935), deutscher Politiker (NSDAP), MdL, SA-Führer
- Schmidt, Walter (1891–1981), deutscher Geistlicher, Stammapostel der Neuapostolischen Kirche
- Schmidt, Walter (1892–1948), deutscher Eisenbahnbeamter
- Schmidt, Walter (1898–1982), deutscher Politiker (CDU), MdL
- Schmidt, Walter (1903–1962), deutscher Politiker (NSDAP), SA-Führer, Oberbürgermeister von Chemnitz
- Schmidt, Walter (1907–1997), deutscher Ingenieur und Politiker (SPD), MdL, MdB
- Schmidt, Walter (1910–1970), deutscher Arzt, an der Tötung von Geisteskranken und behinderten Kindern beteiligt
- Schmidt, Walter (1912–1996), Schweizer Politiker (SP)
- Schmidt, Walter (* 1920), deutscher Fußballspieler
- Schmidt, Walter (1925–2019), deutscher Mediziner, Histologe sowie Embryologe
- Schmidt, Walter (* 1928), deutscher Fußballspieler und -trainer
- Schmidt, Walter (* 1929), deutscher Diplomat, Botschafter der DDR
- Schmidt, Walter (* 1930), deutscher Historiker
- Schmidt, Walter (* 1934), deutscher Rechtswissenschaftler
- Schmidt, Walter (1937–2024), deutscher FußballspielerWalter Schmidt (1937–2024)

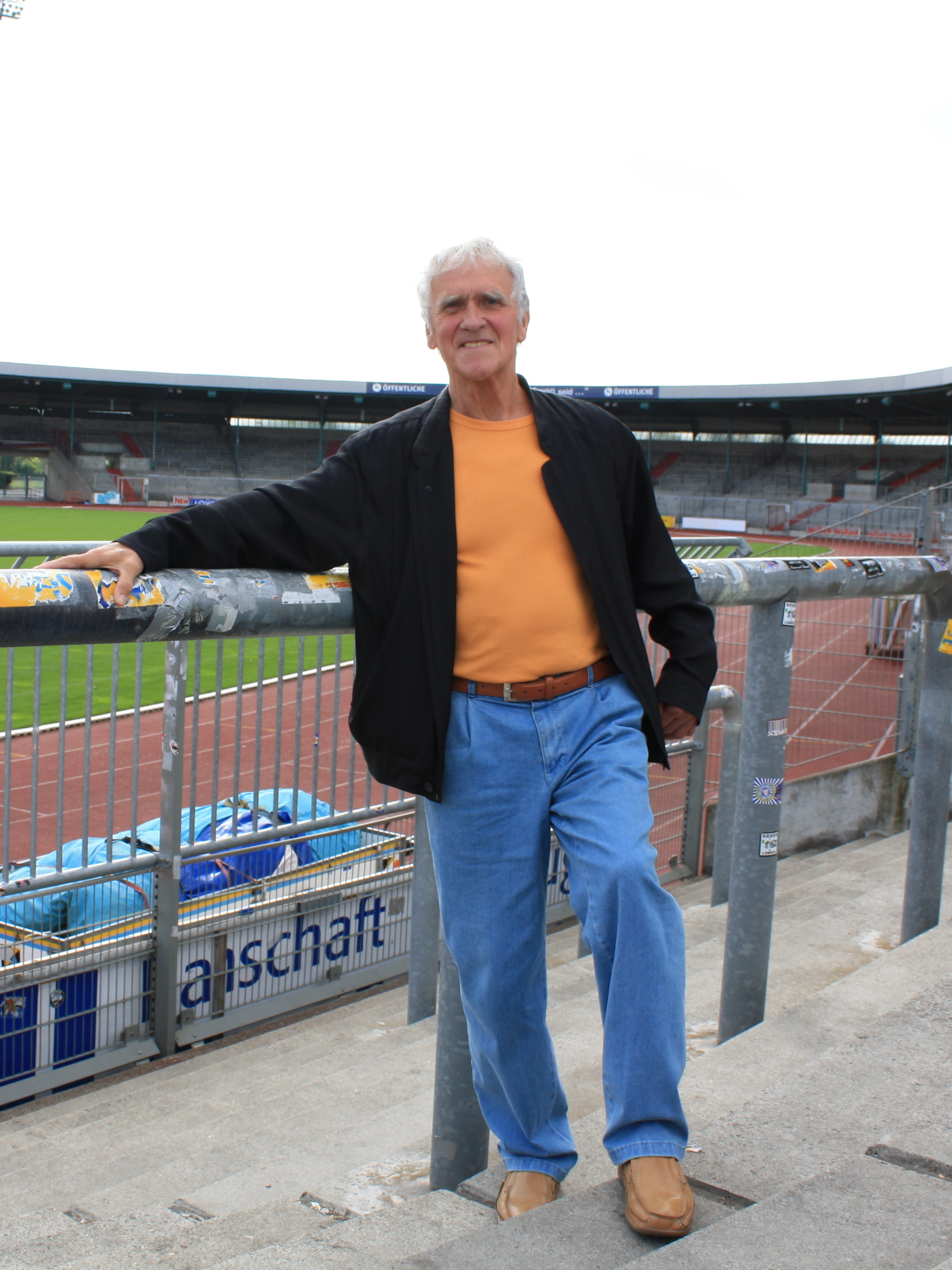
Walter Schmidt (1937–2024)

- Schmidt, Walter (* 1948), deutscher Leichtathlet und Olympiateilnehmer
- Schmidt, Walter (1965–2016), deutscher freier Journalist und Autor
- Schmidt, Walter Clemens (1890–1979), deutscher Maler, Glasmaler, Holzschneider und Graphiker
- Schmidt, Walter Josef (1923–2010), österreichischer Geologe sowie Hochschullehrer
- Schmidt, Walther (1899–1993), deutscher Architekt und Baubeamter
- Schmidt, Walther (1913–1991), deutscher Kirchenmusiker
- Schmidt, Walther (* 1920), deutscher Fußballspieler
- Schmidt, Walther Bernhard (1853–1916), deutscher Naturwissenschaftler, Pädagoge, Gymnasiallehrer und Rektor
- Schmidt, Warren H. (1920–2016), US-amerikanischer Organisationsforscher und Drehbuchautor

### Schmidt, We
- Schmidt, Wera Fjodorowna (1889–1937), sowjetische Psychoanalytikerin
- Schmidt, Werner (1896–1987), deutscher Forstwissenschaftler sowie Hochschullehrer
- Schmidt, Werner (1902–1978), deutscher Diplomat
- Schmidt, Werner (1911–1990), deutscher Verwaltungsjurist
- Schmidt, Werner (1913–2007), deutscher Arzt und Schriftsteller
- Schmidt, Werner (1923–1969), deutscher Gewerkschafter
- Schmidt, Werner (1925–2007), deutscher Komponist und Pianist
- Schmidt, Werner (1926–2012), deutscher Politiker (DDR-CDU, CDU), MdL
- Schmidt, Werner (1930–2010), deutscher Kunsthistoriker und Museumsleiter
- Schmidt, Werner (1932–2020), deutscher Jazzmusiker (Saxophone, Klarinette)
- Schmidt, Werner (* 1943), deutscher Manager
- Schmidt, Werner (* 1943), deutscher Arzt für Gynäkologie und Geburtshilfe
- Schmidt, Werner (* 1949), deutscher Sportpädagoge und Hochschullehrer
- Schmidt, Werner (* 1953), deutscher Maler
- Schmidt, Werner H. (* 1935), deutscher evangelischer Theologe
- Schmidt, Werner Hans (* 1944), deutscher Grafiker und Briefmarkengestalter
- Schmidt, Werner Paul (1888–1964), deutscher Maler und Grafiker

### Schmidt, Wi
- Schmidt, Wieland (1904–1989), deutscher Germanist und Bibliothekar
- Schmidt, Wieland (* 1953), deutscher Handballtorwart und Torwarttrainer
- Schmidt, Wilhelm (1811–1892), kurhessischer Landrat in Gelnhausen und Fulda, Konsistorialpräsident in Kassel
- Schmidt, Wilhelm (1817–1901), österreichisch-ungarischer Historiker
- Schmidt, Wilhelm (1829–1909), deutscher Verwaltungsjurist, Ministerialbeamter in Mecklenburg-Schwerin
- Schmidt, Wilhelm (1839–1901), deutscher Landwirt, Mitglied des Provinziallandtages der Provinz Hessen-Nassau
- Schmidt, Wilhelm (1842–1915), deutscher Kunsthistoriker
- Schmidt, Wilhelm (1851–1907), deutscher Redakteur und Politiker (SPD), MdR
- Schmidt, Wilhelm (1858–1924), deutscher Ingenieur und Erfinder
- Schmidt, Wilhelm (1868–1954), deutscher Geistlicher (römisch-katholisch), Steyler Missionar, Sprachwissenschaftler und EthnologeWilhelm Schmidt (1868–1954)

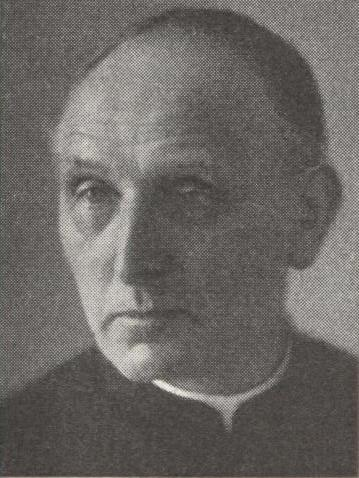
Wilhelm Schmidt (1868–1954)

- Schmidt, Wilhelm (1872–1941), deutscher Pädagoge, Journalist, Herausgeber und Schriftsteller
- Schmidt, Wilhelm (1877–1963), deutscher Politiker (SPD), MdL Mecklenburg-Strelitz
- Schmidt, Wilhelm (1878–1945), deutscher Politiker (DNVP, NSDAP), MdR
- Schmidt, Wilhelm (1878–1948), deutscher Schreiner und Politiker (Waldeckischer Volksbund)
- Schmidt, Wilhelm (1883–1975), deutscher Politiker (SPD)
- Schmidt, Wilhelm (1884–1974), deutscher Zoologe
- Schmidt, Wilhelm (1888–1962), deutscher Politiker (WAV, DP), MdB
- Schmidt, Wilhelm (1891–1963), österreichisch-deutscher Schauspieler bei Bühne und Film
- Schmidt, Wilhelm (1892–1958), deutscher Privatbankier
- Schmidt, Wilhelm (1898–1965), deutscher Mundartdichter
- Schmidt, Wilhelm (1903–1955), sudetendeutscher Kommunalpolitiker
- Schmidt, Wilhelm (* 1906), deutscher Jurist
- Schmidt, Wilhelm (1914–1982), deutscher Germanist, Slawist, Hochschullehrer
- Schmidt, Wilhelm (* 1923), deutscher Fußballspieler und -trainer
- Schmidt, Wilhelm (* 1944), deutscher Politiker (SPD), MdL, MdB
- Schmidt, Wilhelm Adolf (1812–1887), deutscher Historiker und Politiker (NLP), MdR
- Schmidt, Wilhelm Erich (1882–1944), deutscher Geologe und Paläontologe
- Schmidt, Wilhelm Ernst Friedrich (1872–1944), deutscher Landwirt und Politiker
- Schmidt, Wilhelm Georg (1900–1938), deutscher Politiker (NSDAP), MdR, MdL, Reichshandwerksführer
- Schmidt, Wilhelm Matthäus (1883–1936), österreichischer Physiker, Meteorologe, Klimatologe und Direktor der Zentralanstalt für Meteorologie und Geodynamik (ZAMG)
- Schmidt, Wilhelm R. (* 1947), deutscher Bibliothekar und Lokalhistoriker
- Schmidt, Wilhelm von (1799–1867), preußischer Generalleutnant
- Schmidt, Willem Hendrik (1809–1849), niederländischer Genre-, Porträt- und Historienmaler sowie Kunstpädagoge
- Schmidt, Willi (1907–1972), deutscher SA-Führer
- Schmidt, Willi (1910–1994), deutscher Bühnenbildner und Regisseur
- Schmidt, Willi (1924–2011), deutscher Bildhauer
- Schmidt, Willi (* 1934), deutscher Politiker (SPD), MdL
- Schmidt, William R. (1889–1966), US-amerikanischer Offizier, Generalmajor der US-Army
- Schmidt, Willibald (1933–2012), deutscher Ingenieur, Unternehmer und Stifter
- Schmidt, Willy, deutscher Fußballspieler
- Schmidt, Willy (1891–1950), deutscher Politiker (NSDAP), MdL
- Schmidt, Willy (1895–1959), deutscher Maler
- Schmidt, Willy (1911–2003), deutscher Gewerkschaftsfunktionär und Widerstandskämpfer
- Schmidt, Wilma (1926–2022), deutsche Opernsängerin (Sopran)
- Schmidt, Wilson Laus (1916–1982), brasilianischer Geistlicher, Bischof von Chapecó

### Schmidt, Wl
- Schmidt, Włodzimierz (1943–2023), polnischer Schachspieler

### Schmidt, Wo
- Schmidt, Woldemar Gottlob (1836–1888), deutscher evangelischer Theologe
- Schmidt, Wolf (1913–1977), deutscher Journalist, Kabarettist und SchauspielerWolf Schmidt (1913–1977)

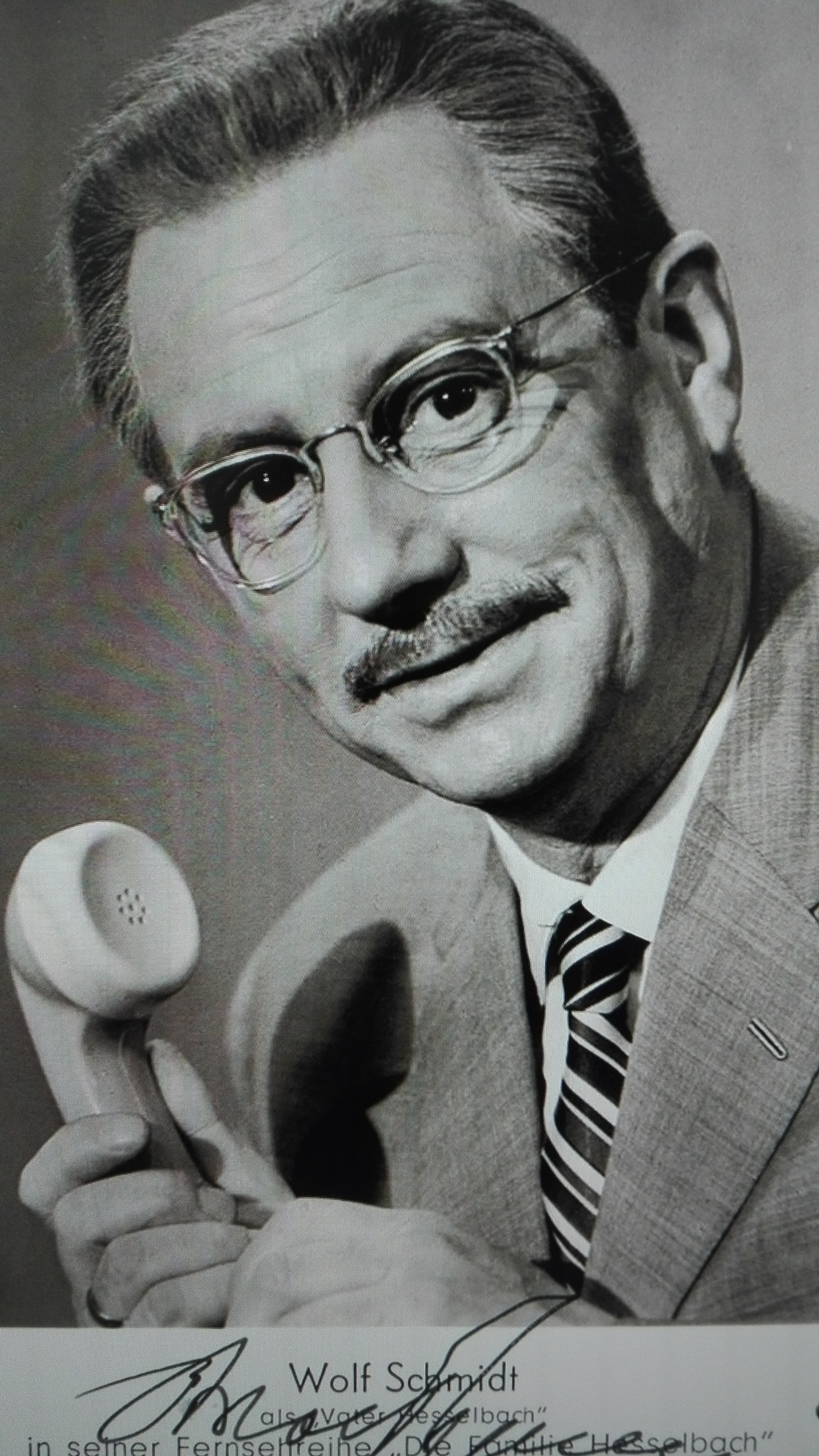
Wolf Schmidt (1913–1977)

- Schmidt, Wolfgang, deutscher Basketballspieler
- Schmidt, Wolfgang, deutscher Tischtennisspieler
- Schmidt, Wolfgang (1923–2013), deutscher Schriftsteller und Soziologe
- Schmidt, Wolfgang (1924–1998), deutscher lutherischer Geistlicher und Theologe
- Schmidt, Wolfgang (1924–1999), deutscher Arzt und ärztlicher Standespolitiker
- Schmidt, Wolfgang (1929–1995), deutscher Grafikdesigner, Typograf und Lehrer
- Schmidt, Wolfgang (1929–2009), österreichischer evangelisch-lutherischer Theologe
- Schmidt, Wolfgang (* 1933), österreichischer Mathematiker
- Schmidt, Wolfgang (1934–2000), deutscher Politiker (SPD), MdB
- Schmidt, Wolfgang (* 1939), deutscher Oberstleutnant im Ministerium für Staatssicherheit (MfS) der DDR
- Schmidt, Wolfgang (* 1940), deutscher Fußballspieler
- Schmidt, Wolfgang (* 1948), deutscher Fußballspieler
- Schmidt, Wolfgang (* 1951), deutscher Fußballspieler
- Schmidt, Wolfgang (* 1954), deutscher Diskuswerfer
- Schmidt, Wolfgang (* 1958), deutscher Militärhistoriker und Oberstleutnant
- Schmidt, Wolfgang (* 1961), deutscher Jurist und Richter am Bundesgerichtshof
- Schmidt, Wolfgang (* 1966), deutscher Künstler
- Schmidt, Wolfgang (* 1970), deutscher Bundesminister für besondere Aufgaben und Chef des BundeskanzleramtesWolfgang Schmidt (* 1970)

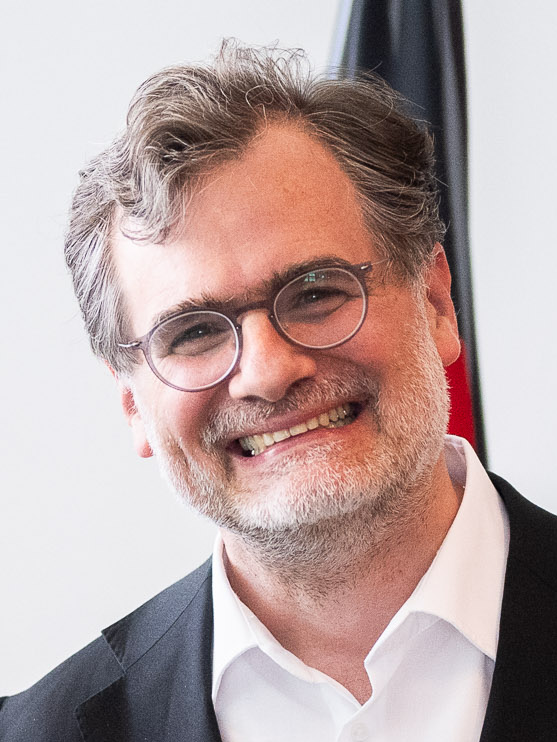
Wolfgang Schmidt (* 1970)

- Schmidt, Wolfgang Emanuel (* 1971), deutscher Cellist
- Schmidt, Woomy (* 1945), deutscher Journalist, Publizist, Radio- und TV-Moderator

### Schmidt, Wr
- Schmidt, Wrenn, US-amerikanische Fernseh- und Filmschauspielerin

### Schmidt, Wu
- Schmidt, Wulf (1911–1992), Doppelagent